# Migdia-Pirineus
Migdia-Pirineus (en occità Miègjorn-Pirenèus, en francès Midi-Pyrénées) fou una regió administrativa de la República Francesa amb capital a Tolosa, una de les set en què és dividida Occitània. Estava situada al sud de França i tenia una extensió de 45.348 km² limitada al nord pel Massís Central i pels Pirineus Centrals, al sud, fent frontera amb Espanya. Limitava amb Aquitània a l'oest, amb el Llemosí i l'Alvèrnia al nord i nord-est, Llenguadoc-Rosselló a l'est, Aragó, Andorra, Catalunya i la Vall d'Aran al sud.

## Departaments
- Arieja (Ariège)
- Avairon (Aveyron)
- Gers (Gers)
- Alta Garona (Haute-Garonne)
- Alts Pirineus (Hautes-Pyrénées)
- Òlt (Lot)
- Tarn i Garona (Tarn-et-Garonne)
- Tarn (Tarn)